# Kae Nishina
Kae Nishina (jap. 仁科 賀恵, Nishina Kae; * 7. Dezember 1972) ist eine ehemalige japanische Fußballspielerin.

## Karriere

### Verein
Sie begann ihre Karriere bei Iga FC Kunoichi.

### Nationalmannschaft
Im Jahr 1995 debütierte Nishina für die japanischen Nationalmannschaft. Sie wurde in den Kader der Weltmeisterschaft der Frauen 1995, 1999 und Olympischen Sommerspiele 1996 berufen. Insgesamt bestritt sie 46 Länderspiele für Japan.